# Фомин, Александр Иванович
Александр Иванович Фомин (23 февраля 1733, Архангельск — 1 августа 1804, Архангельск) — путешественник, книготорговец, член Петербургской Академии наук и Вольного Экономического Общества.

## Биография
Исследователь Белого моря и промыслов Архангельской губернии. Происходил из рода архангельских мещан, впоследствии был приписан к купечеству. Занимался продажей соли, был гражданским окладчиком. Вместе с архангелогородским историком В. В. Крестининым состоял в научном историческом обществе в Архангельске, образованном в 1759 году. Фомин был одним из составителей Городского Наказа, поданного в Комиссию о сочинении Проекта нового уложения в 1767 году.
Активно занимался собиранием сведений по географии и топографии Русского Севера. Один из корреспондентов академика И. И. Лепёхина и Н. Я. Озерецковского, которые в 1771 посетили Архангельск, а впоследствии неоднократно печатали работы А. И. Фомина в академических изданиях. В 1785—1793 гг. был заседателем Архангельского совестного суда, а в 1786 — гласным в Общей городской думе. 11 сентября 1786 г. Фомин по представлению Т. И. Тутолмина был назначен Директором народных училищ Архангельского наместничества, как человек, имеющий «доволное в науках знание и склонность к упражнению во оных». В 1795 году был освобожден от этой должности по причине «отвлечения от коммерческих дел».
В январе 1787 года стал основателем и вторым надзирателем масонской ложи «Северная звезда» в Архангельске, открытой вместо распавшейся ранее ложи «Святой Екатерины трёх подпор».
До 1799 городской голова Архангельска.
1 июня 1795 года Фомин был избран в члены-корреспонденты Петербургской Академии Наук.